# Frida Kahlo
Magdalena Carmen Frida Kahlo y Calderón (Coyoacán, 6 juli 1907 – aldaar, 13 juli 1954) was een Mexicaanse surrealistische kunstschilderes.

## Biografie
Kahlo werd geboren in Coyoacán, tegenwoordig een wijk van Mexico-Stad. Haar moeder was de katholieke Matilde Calderón. Haar vader Guillermo (Wilhelm) Kahlo was een Duitse protestant. Volgens Frida Kahlo zelf was hij een Duitstalige Jood van Hongaarse afkomst, maar dat bleek een verzinsel. Guillermo Kahlo had zes dochters, waarvan twee uit zijn vorig huwelijk met María Cardena. Hij werkte als fotograaf, vooral van architectuurwerken en onder meer voor de regering van president Porfirio Díaz, waarmee hij goed de kost verdiende. Evenwel, na de Mexicaanse Revolutie had hij moeite om de eindjes aan elkaar te knopen.
In 1913 werd Frida op zesjarige leeftijd getroffen door kinderverlamming aan haar rechterbeen. Dit was de bron van een aantal complexen die ze haar hele leven zou meedragen. Het enige naakt van haar dateert uit 1930 en toont haar zittend op een stoel, haar magere been onder het andere, zodat haar handicap niet opvalt. Het is geschilderd door haar echtgenoot Diego Rivera.
Toen haar vader haar in 1922 inschreef aan de prestigieuze Nationale Voorbereidende School, hoopte ze later medicijnen te kunnen studeren. De leerlingen wilden een nieuw Mexico opbouwen dat de alomtegenwoordige Europese culturele normen verving door inheemse cultuur en een meer authentiek "Mexicanisme". Haar latere echtgenoot was toen al belast met een van de muurschilderingen van de school.
Op 17 september 1925 werd de bus waarin de dan achttienjarige Kahlo met haar liefje Alejandro Gómes door Mexico-Stad reed, aangereden door een tram. Een stuk stalen leuning drong haar lichaam binnen door haar linkerzij en kwam er langs haar vagina weer uit. Haar ribben en heup waren gebroken, haar slechte been was op elf plaatsen gebroken, haar ruggengraat was op diverse plaatsen gebroken en haar voet was verbrijzeld. Maandenlang moest ze in bed blijven, ingezwachteld in verband, vechtend tegen de pijn. Ze besloot om te gaan schilderen. Kahlo's moeder liet spiegels aan haar ziekbed vastmaken, zodat Kahlo zichzelf kon schilderen. Ondanks de hinder van korsetten en krukken kwam ze na haar herstel weer buiten en zocht ze vrienden op. Door het ongeluk dat haar bekken brak, kon ze geen voldragen kinderen baren. Een zwangerschap resulteerde in een pijnlijke miskraam.
In 1928 werd Kahlo lid van de Mexicaanse Communistische Partij (PCM).

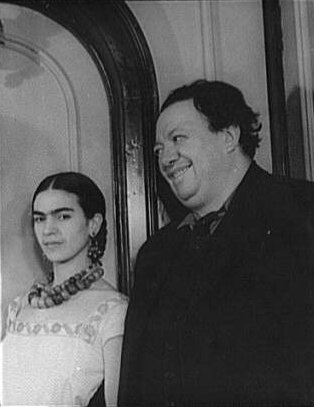
Frida Kahlo met haar man Diego Rivera
(1932), door Carl Van Vechten

Op 21 augustus 1929 trouwde ze met de 21 jaar oudere Diego Rivera, eveneens communist en op dat moment al een beroemde muurschilder. Diens ex-vrouw, Lupe Marin, trachtte het trouwfeest te verstoren. Kahlo's zus Cristina bekende in de zomer van 1934 dat ze een verhouding had met Diego Rivera. Kahlo verliet daarop Diego, maar het echtpaar hertrouwde na een heftige strijd alsnog op 8 december 1940. In het eigenaardige huwelijkscontract werd echter bepaald dat Kahlo geen seksuele omgang meer hoefde te hebben met haar man.
In 1951 werd ze geciteerd in de krant Novedades de México: "Ik heb twee zware ongelukken doorstaan in mijn leven; een waarin een tram me aanreed... het andere ongeluk is Diego."
In 1930 verloor ze haar ongeboren kind in Detroit, waar Diego een fresco schilderde voor het Detroit Institute of Arts. In september overleed haar moeder. In de zomer van 1932 zou ze nog een tweede miskraam hebben.
Kahlo en Rivera hadden veelvuldige buitenechtelijke affaires; Kahlo zowel met mannen als met vrouwen. Tot haar minnaars behoorden de Japans-Amerikaanse landschapskunstenaar Isamu Noguchi, de in 1937 vanuit de Sovjet-Unie naar Mexico gevluchte Russische revolutionair Leon Trotski en de Hongaars-New Yorkse fotograaf Nickolas Muray (1892-1965), die een reeks indrukwekkende foto's van haar maakte. Ook met entertainer Josephine Baker zou ze een relatie hebben gehad.
Het paar was zeer actief in de communistische partij. Nadat zij echter Trotski in huis opvingen, werden beiden uit de partij gezet. Kahlo bleef politiek actief; nog een paar weken voor haar dood nam ze deel aan een demonstratie tegen de Amerikaanse inmenging in Guatemala.
Kahlo overleed in 1954, een week na haar 47ste verjaardag. Ze liet een briefje achter met de tekst 'Ik hoop dat het einde vrolijk is en hoop nooit meer terug te keren'.

## Werk
Het werk van Frida Kahlo karakteriseert zich door de vrolijke kleuren, die echter in contrast staan met een vervreemdende sfeer. Ze schuwde de controverse niet. In een schilderij ter nagedachtenis aan de actrice Dorothy Hale, bijvoorbeeld, verbeeldde ze het moment van dier zelfmoord zeer realistisch en gedetailleerd. In haar zelfportretten vallen vooral de doorgegroeide wenkbrauwen op. Zij schildert vanuit haar angst en eenzaamheid om haar pijn te overmeesteren. Kahlo heeft 143 schilderijen nagelaten, waarvan 55 zelfportretten.
Ze werd aanvankelijk miskend of alleen erkend als de vrouw van Diego Rivera; in november 1938 kreeg ze haar eerste solotentoonstelling, in de galerij van kunsthandelaar Julien Levy in New York. In 1953 had ze haar eerste expositie in Mexico dankzij Lola Álvarez Bravo.
De classificatie als surrealiste is afkomstig van André Breton, stichter van de surrealistische beweging in de kunst. Zelf verwierp Kahlo dit etiket, zeggende dat ze nooit haar dromen geschilderd heeft, maar haar eigen realiteit. In januari 1939 reisde ze op uitnodiging van Breton naar Parijs om haar werk te exposeren. Ze hield niet van het surrealistische milieu in die stad, dat ze opgeblazen en onecht vond. Toen ze met de hulp van Marcel Duchamp haar tentoonstelling opende op 10 maart, won ze de lof van Wassily Kandinsky en Pablo Picasso. Het Louvre kocht haar zelfportret Autorretrato - El marco ("het kader") en het tijdschrift Vogue plaatste haar hand (met juwelen) op de omslag.

## Nagedachtenis en invloed

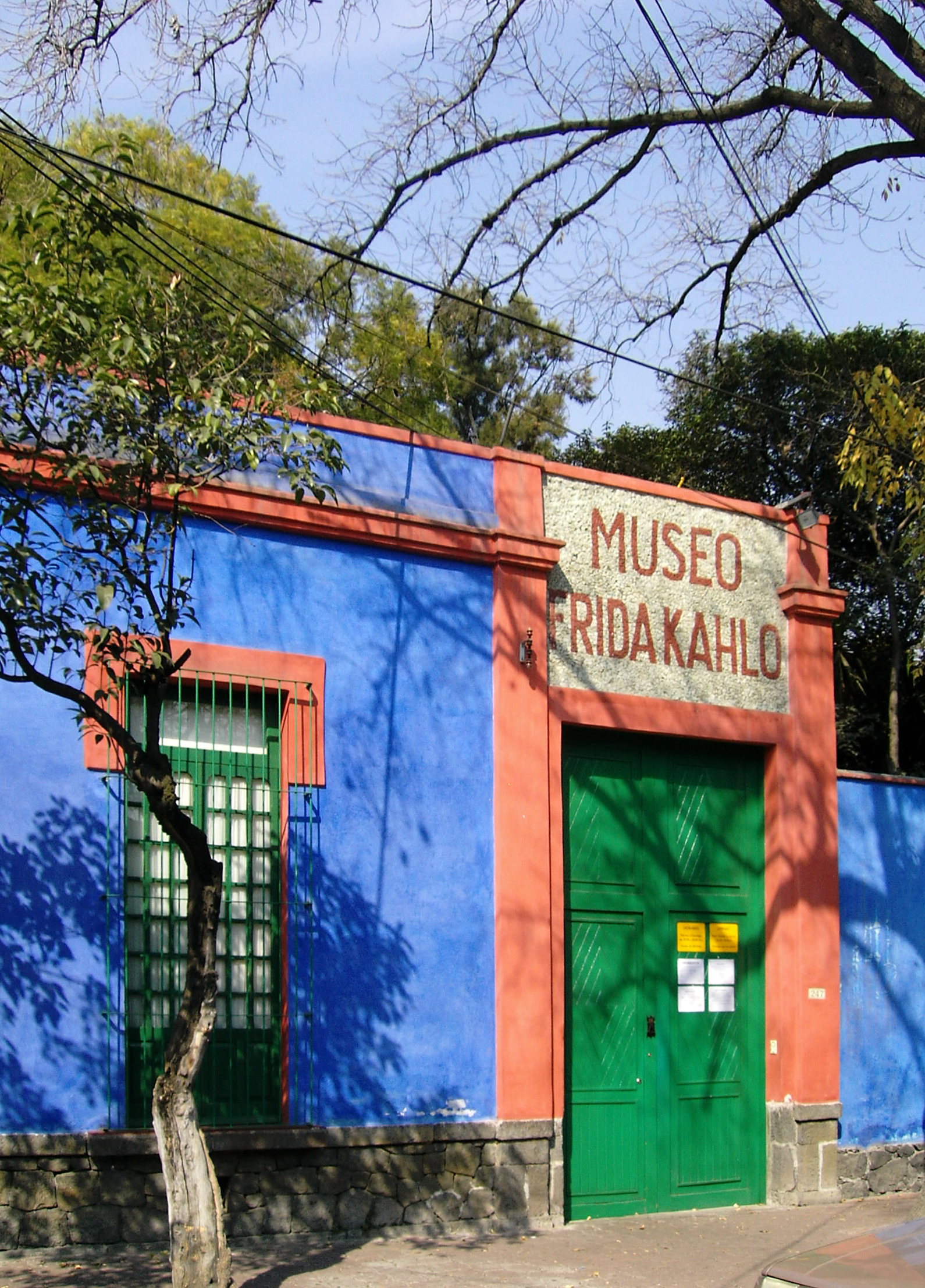
Ingang tot het Museum Frida Kahlo

In het grote huis te Mexico-Stad waar Kahlo geboren werd en overleed, dat het 'blauwe huis' wordt genoemd, is sinds 1959 het Frida Kahlomuseum gevestigd. Het kwam er op initiatief van de in 1957 overleden Diego Rivera.
In de jaren 1960 hadden buitenlandse toeristen weinig belangstelling voor het blauwe huis. Haar internationale faam groeide sterk vanaf de jaren 1980, met als belangrijke doorbraak een tentoonstelling in de Whitechapel-galerij te Londen in 1982, gewijd aan Kahlo en aan de fotografe Tina Modotti. De Mexicaanse overheid organiseerde overzichtstentoonstellingen in 1974, 1983 en 2004 parallel met evenementen in de Verenigde Staten, Japan, het Verenigd Koninkrijk en Spanje; maar de grootste en populairste tentoonstelling was die naar aanleiding van haar honderdste verjaardag in 2007.
Over het leven van Frida Kahlo is in 2002 de film Frida gemaakt met Salma Hayek in de hoofdrol.
Frida Kahlo wordt vandaag nog steeds gezien als een symbool voor het feminisme. Haar vrijgevochten geest was een toonbeeld voor vrouwen wereldwijd. Zo weigerde Kahlo pertinent om haar lichaams- en gezichtshaar te scheren.
Tijdens haar leven stond Frida grotendeels in de schaduw van haar echtgenoot. In februari 1933 noemde het Detroit News haar nog de "vrouw van de meester-muurschilder [die] zich amuseert met kunstwerken". De hoogste prijs die ze ooit bij leven voor een schilderij kreeg, kwam overeen met 400 Amerikaanse dollars. Vandaag is Diego Rivera vooral bekend als de man van Frida Kahlo. Haar werken zijn begeerd en worden voor miljoenen dollars verhandeld.
Een tweetal Nederlandse musea besteedde in 2021 aandacht aan het werk van Kahlo, het Cobra Museum voor Moderne Kunst in Amstelveen presenteerde Frida & Diego: A Love Revolution, het Drents Museum in Assen Viva La Frida!.

## Trivia
- De Britse band Coldplay liet zich door een van Kahlo's schilderijen inspireren en noemde er het album Viva la Vida naar.
- Florence Welch van de Britse band Florence and the Machine liet zich bij het schrijven van haar muziek naar eigen zeggen meermaals door Kahlo inspireren en vernoemde onder ander het liedje What The Water Gave Me naar een van Kahlo's bekende schilderijen.
- Verondersteld wordt dat Prince een lied schreef over Frida Kahlo.[9]
- Het Nationaal Ballet heeft in 2020 voor het eerst het avondvullend ballet 'Frida' in een choreagrafie van Annabelle Lopez Ochoa op de planken uitgebracht, in reprise in 2024.

## Verder lezen
- Rauda Jamis - Frida Kahlo, Een vrouw (De Geus, 1991). Vertaling van Frida Kahlo. Autoportrait d'une Femme, 1985.
- Hayden Herrera - Frida: Een biografie van Frida Kahlo (Contact, 1992). Vertaling van Frida: A biography of Frida Kahlo, 1983.
- J.M.G. Le Clézio - Diego en Frida. De geschiedenis van een legendarisch paar (De Geus, 1997). Vertaling van Diego et Frida, 1993.
- Frida Kahlo en Carlos Fuentes - Diary of Frida Kahlo. An Intimate Self-Portrait (Harry N. Abrams Inc., 1995)
- Frida Kahlo - Con Amor: Brieven en andere teksten 1922-1954 (Meulenhoff, 2007). Vertaling van Ahi Les Dejo Mi Retrato, 2005.
- Caroline Bernard - Frida Kahlo en de kleuren van het leven (Brandt, 2019). Vertaling van Frida Kahlo und die Farben des Lebens.
- Claire Berest - Niets is zwart: Frida en Diego (Orlando, 2021). Vertaling van Rien n'est noir, 2019.
- Slavenka Drakulić - Frida's Pijn: Roman over het leven van Frida Kahlo (Orlando, 2021). Vertaling van Frida Ili o Boli, 2007.
- Christina Burrus - Frida Kahlo. 'I Paint my Reality' (Thames & Hudson, 2008).
- Claire Wilcox - Frida Kahlo: Making Her Self Up (V & A Publishing, 2018).
- Zena Alkayat - Vrouwen met lef: Frida Kahlo (Hélène Lesger Books, 2019. Vertaling van Frida Kahlo, 2016.
- Silvia Lopez - Mijn Gouden Boekje over Frida Kahlo (Rubinstein Publishing, 2021).
- Annemiek Rens - Viva la Frida! Life and art of Frida Kahlo (Wbooks, 2021).
- Luis-Martin Lozano - Frida Kahlo. The Complete Paintings (Taschen, 2021). - Fotoboek
- Rob Luckerhof - Frida Kahlo & Gisèle Freund: Iconen van de portretkunst (Walburg, 2022).
- Andrea Kettenmann - Kahlo. 1907-1954: Pain and Passion (Taschen, 2022).
- Elena Poniatowska en Carla Stellweg - Frida Kahlo, een vrouw voor de camera (La Chambre, 1992). Vertaling van Frida Kahlo: the camera seduced, 1992.